# Ulldeter
Ulldeter es un circo glaciar en la comarca pirenaica del Ripollés, Cataluña (España) y situado al norte del municipio de Setcases, en la provincia de Gerona. Su nombre proviene del hecho que acoge el nacimiento del río Ter. 
Unido por el norte con el circo de Morens, está enmarcado por el Pic de la Dona en el este (2.704 m) y el Bastiments (2.881 m) en el norte y el Gra de Fajol en el sudoeste.

## Esquí
El norte del circo está ocupado por las instalaciones de la estación de esquí Vallter 2000, que dispone de una pista que sigue todo el circo hasta el Pla dels Hospitalets

## Excursionismo
Ulldeter fue uno de los primeros núcleos del excursionismo catalán. Se edificó uno de los primeros refugios del país (posteriormente dinamitado por el franquismo para evitar su utilización por parte de los maquis y del cual se pueden ver actualmente los restos cerca del nacimiento del Ter). Actualmente, existe otro refugio, más moderno, situado a unos 500 m de distancia y 150 m de desnivel del anterior, al cual se accede por la carretera que lleva a la estación de esquí.
- Datos: Q6155314
- Multimedia: Ulldeter / Q6155314